# Rüdern (Prichsenstadt)
Rüdern ist eine Einöde in der Gemarkung des Prichsenstädter Gemeindeteils Kirchschönbach im unterfränkischen Landkreis Kitzingen.

## Geographie

### Lage
Rüdern liegt im äußersten Südosten des Prichsenstadter Gemeindegebietes. Im Norden befindet sich Kirchschönbach, im Osten beginnt mit dem Gemeindeteil Gräfenneuses die Gemeinde Geiselwind. Im Süden, mit Obersambach, erstreckt sich das Gebiet des Marktes Wiesentheid, der auch den Westen mit dem Gemeindeteil Geesdorf einnimmt.
Nächstgelegene größere Städte sind Kitzingen, das ungefähr 18 Kilometer entfernt ist und Würzburg mit einer Entfernung von etwa 33 Kilometern.

### Naturschutz
Innerhalb der Gemarkung Rüdern liegen insgesamt drei Naturwälder. Am nördlichen Rand befindet sich der knapp über einen Hektar große Naturwald Ebener Trieb, der unter der Nummer 4540 verzeichnet ist. Ebenfalls in Rüdern liegt der Naturwald Höllgrund (Nummer 4530), der einen seltenen Waldbestand aus Edellaubholz und Buchen schützt. Der südlichste der drei Naturwälder ist der Naturwald Ilmbacher Wald mit der Nummer 4520. Mit einer Fläche von 13 Hektar zählt er zu den größten Waldschutzgebieten im Landkreis Kitzingen. Die Naturwälder sind der natürlichen Waldentwicklung überlassen, und es findet daher keine forstwirtschaftliche Nutzung mehr statt.

## Geschichte
Erstmals in den Quellen Erwähnung fand „Rudern“, wie es damals genannt wurde, im Jahr 1281. Der Name des Ortes weist auf eine alte Rodungsstätte hin. Im Mittelalter herrschten zunächst die Herren Fere vom Berg über den Weiler, bevor er 1453 an die neugegründete Kartause Ilmbach geschenkt wurde. 1870 wurde der kleine Ort ins benachbarte Kirchschönbach eingemeindet. Im Jahr 1972 kam Rüdern, zusammen mit dem Jagdschloss der Grafen von Schönborn, an die Großgemeinde Prichsenstadt. Heute ist der Weiler Mittelpunkt eines Wildparkes.

## Kultur und Sehenswürdigkeiten

### Baudenkmäler
Mehrere Bauernhöfe des späten 18. und frühen 19. Jahrhunderts prägen das Ortsbild. Ein ehemaliges Forsthaus ist dem Jagdschloss zuzurechnen. Daneben existiert ein Bildstock aus dem 18. Jahrhundert.

### Sagen

#### Der He-he
In früherer Zeit stritten die Gemeinden Rüdern und Untersambach, wem das Waldstück Kientännig von alters her gehörte. Ein Schäfer aus Rüdern schaufelte Erde in seine Schuhe und verbarg einen Schöpflöffel in seinem Hut. Als der Tag der Entscheidung über den Verbleib des Waldes gekommen war, hörte man Zeugen an. Der Schäfer trat hervor und sagte: „So wahr der Schöpfer über mir ist, so wahr stehe ich auf Rüderner Boden!“
Daraufhin erhielt die Gemeinde Rüdern den Wald zugesprochen. Nach dem Tod des Schäfers aber musste dieser wegen seines Meineides umgehen. Er treibt als He-He sein Unwesen in den Wäldern der Umgebung und beunruhigt Mensch und Tier vor allem durch sein lautes Rufen. Er tritt in unterschiedlichen Gestalten auf, meist als kleines Männchen, als Riese oder als Jäger mit einem grünen Hut. Seltener handeln die Geschichten über den He-He von einem großen schwarzen Hund.
Ein Wirt aus Wiesentheid kehrte eines Tages von Gräfenneuses zurück und ritt auf seinem Schimmel durch den Rüderner Wald. Er war von den Gräfenneusesern vor dem He-he gewarnt worden, nahm jedoch die Aussagen der Leute nicht ernst. Stattdessen verspottete er den He-he und ritt mutig in Richtung des Waldes. Als er den Wald fast durchquert hatte, wurde er plötzlich von seinem Pferd geworfen und verstarb noch an derselben Stelle.
Am Flurstück Lange Buschäcker stand früher eine Reihe Holzbirnbäume. Zwei Schwestern waren von ihren Eltern geschickt worden, die Birnen zum Dörren zu ernten. Die Mädchen erwachten aber zu früh und machten sich gegen 23 Uhr auf den Weg zu den Bäumen. Als sie angekommen waren, sahen sie einen Mann den Hügel neben dem sogenannten Sprüsselsee herunterkommen. Sie glaubten, dass es sich um den Schlotfeger von Rüdern handelte, der gerade auf dem Weg zur Arbeit war. Der Mann blieb ihnen gegenüber stehen und betrachtete sie eine Zeitlang. Dann lief er schweigend weiter. Die Mädchen sahen nun, dass er einen grünen Hut trug und auffällig hinkte. Sie sahen dem seltsamen Mann noch lange nach, bis es plötzlich in Rüdern Mitternacht schlug. Der Wald wurde nun hell und es krachte und brauste in den Wipfeln. Die Mädchen jagden nach Hause zurück und als sich der Lärm gelegt hatte, war kein Baum beschädigt worden.

#### Der Schlerstein
An der alten Straße zwischen Ilmbach und Wiesentheid, wo sie den Weg nach Kirchschönbach auf der Flur von Rüdern kreuzt, steht ein alter Kreuzstein. Er wird im Volksmund Schlerstein oder Schlörstein genannt. Einer Sage nach soll dort der Gutsverwalter der Kartause Ilmbach ermordet worden sein. Andere berichten von einem Mord an einem Bruder der Kartause. Vielleicht hat dort auch ein Duell stattgefunden und dem Verlierer wurde ein Kreuzstein aufgerichtet. → siehe auch: Schlerstein